# مسمومیت با سرب
مسمومیت سربی (به انگلیسی: Lead poisoning) هنگامی رخ می‌دهد که مقدار سرب در خون بالا می‌رود.
مسموم شدن توسط سرب از ۲۰۰ سال پیش از میلاد در طبقه اشرافی روم به دلیل استفاده روزمره از سرب دیده و شناخته شده بود.
حل شدن سرب لوله‌های سربی لوله‌کشیها در آب از راه‌های ورود آن به آب آشامیدنی شهرها است.
سرب در بدن ممکن است داخل ترکیب استخوان و جایگزین کلسیم شود.

## نشانه‌ها و عوارض

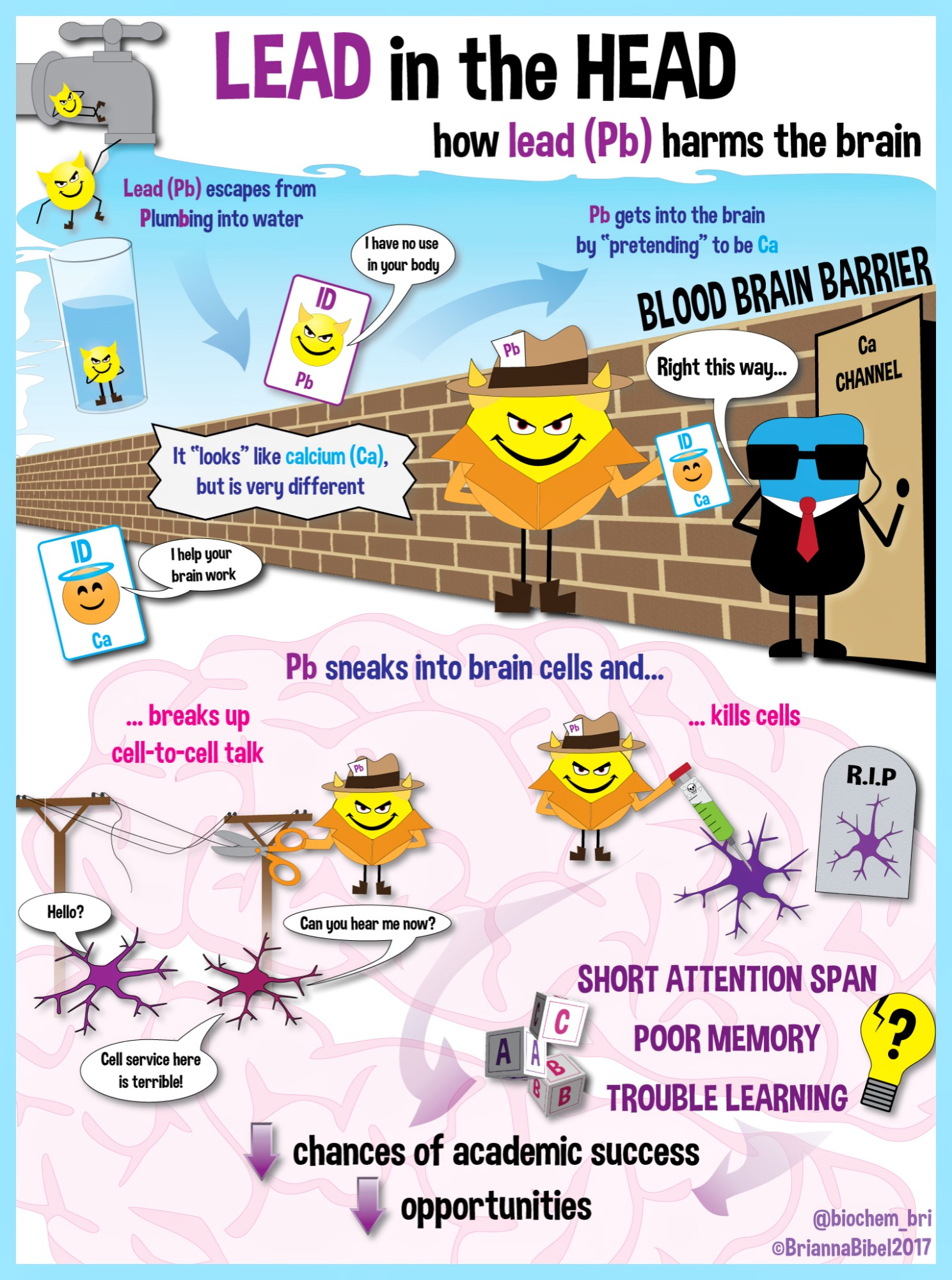
نمونه‌ای از پوسترهای اطلاع‌رسانی از مسمومیت با سرب نحوه آسیب سرب به مغز

کم‌اشتهایی، کم‌خونی، درد شکمی و عضلانی، ناباروری، مرده زایی، فلج تدریجی بدن، خط آبی در محل اتصال دندان‌ها به لثه.
برخی پژوهش‌ها نشان داده که توانایی مطالعه روان و بدون اشکال آسیب‌های ناشی از مسمومیت سرب را در مغز کاهش می‌دهد.